# Pilkasjärvi
Pilkasjärvi är en sjö i Kiruna kommun i Lappland och ingår i Torneälvens huvudavrinningsområde. Sjön har en area på 0,112 kvadratkilometer och ligger 340,1 meter över havet.

## Delavrinningsområde
Pilkasjärvi ingår i det delavrinningsområde (753463-175287) som SMHI kallar för Ovan Ripakkajoki. Medelhöjden är 354 meter över havet och ytan är 48,93 kvadratkilometer. Räknas de 2 avrinningsområdena uppströms in blir den ackumulerade arean 130,9 kvadratkilometer. Ounisjoki som avvattnar avrinningsområdet har biflödesordning 2, vilket innebär att vattnet flödar genom totalt 2 vattendrag innan det når havet efter 323 kilometer. Avrinningsområdet består mestadels av skog (38 procent) och sankmarker (59 procent). Avrinningsområdet har 1,26 kvadratkilometer vattenytor vilket ger det en sjöprocent på 2,6 procent.